# Памятник Иоанну Павлу II (Сан-Кристобаль-де-ла-Лагуна)
Памятник Иоанну Павлу II (исп. Monumento al Papa Juan Pablo II) — памятник, находящийся на площади Plaza Doctor Olivera около главного входа в церковь Непорочного Зачатия Пресвятой Девы Марии в городе Сан-Кристобаль-де-ла-Лагуна, остров Тенерифе, Испания. Посвящён Римскому папе Иоанну Павлу II.
Автором памятника является польский скульптор Чеслав Дзьвигай. Памятник был подарен городу польским фондом имени Яна Кобылянского и Союзом обществ и организаций польских организаций Латинской Америки.
Открытие памятника состоялось 15 апреля 2012 года. Памятник был освящён кардиналом Сантосом Абрильи-Кастельо в присутствии епископа епархии Сан-Кристобаль-де-ла-Лагуны Бернардо Альваресом Афонсо.
Памятник имеет приблизительный вес около 1 тонны и его высота составляет 2, 2 метра. Скульптура установлена на постаменте из традиционного вулканического материала острова Тенерифе.